# Municipio de Tyrone (Illinois)
El municipio de Tyrone (en inglés: Tyrone Township) es un municipio ubicado en el condado de Franklin en el estado estadounidense de Illinois. En el año 2010 tenía una población de 4653 habitantes y una densidad poblacional de 50,17 personas por km².

## Geografía
El municipio de Tyrone se encuentra ubicado en las coordenadas 37°59′27″N 89°5′27″O / 37.99083, -89.09083. Según la Oficina del Censo de los Estados Unidos, el municipio tiene una superficie total de 92.75 km², de la cual 91,67 km² corresponden a tierra firme y (1,16 %) 1,08 km² es agua.

## Demografía
Según el censo de 2010, había 4653 personas residiendo en el municipio de Tyrone. La densidad de población era de 50,17 hab./km². De los 4653 habitantes, el municipio de Tyrone estaba compuesto por el 98,19 % blancos, el 0,37 % eran afroamericanos, el 0,13 % eran amerindios, el 0,15 % eran asiáticos, el 0,26 % eran de otras razas y el 0,9 % eran de una mezcla de razas. Del total de la población el 1,14 % eran hispanos o latinos de cualquier raza.